# The Christian Century
The Christian Century is een Amerikaans christelijk magazine. Zij is gevestigd in Chicago. Het tijdschrift wordt gezien als beeldbepalend binnen de gevestigde protestantse kerken. Het blad verschijnt tweewekelijks en brengt religieus nieuws, commentaar over theologische, morele en culturele onderwerpen, en recensies over boeken, films en muziek. Ook heeft The Christian Century een eigen blog.

## Geschiedenis
Het blad werd in 1884 opgericht onder de naam The Christian Oracle. Het blad werd uitgegeven als kerkblad voor de Disciples of Christ. In 1900 besloot de uitgever om het blad om te dopen in The Christian Century. Dit hing samen met het grote optimisme dat heerste bij christenen aan het begin van de 20e eeuw. Zij geloofden dat deze eeuw een periode van voorspoed zou worden voor het christendom.
In 1908 ging het magazine over in de handen van Charles Clayton Morrison. Hij besloot het blad als interkerkelijk neer te zetten. Morrison groeide uit tot een van de bekendere woordvoerders van het Amerikaanse vrijzinnige christendom. Zijn blad was een warm pleitbezorger van de opkomende schriftkritiek. Ook droeg zij het Social Gospel uit. Dit betekende dat zij aandacht besteedde en verzet bood tegen kinderarbeid, racisme, schending van vrouwenrechten, oorlog, alcoholisme, milieuvervuiling en andere sociale en/of politieke onderwerpen.
Het blad werd regelmatig op de hak genomen door fundamentalisten tijdens het uitgebreide maatschappelijke debat tussen deze groep en de modernisten. Gedurende de Tweede Wereldoorlog leverde de The Christian Century kritiek op de internering van Japanse Amerikanen. Tijdens de lange geschiedenis van het blad zouden onder andere Jane Addams, Reinhold Niebuhr, Martin Luther King en Albert Schweitzer voor het blad schrijven.
Op initiatief van en onder de leiding van respectievelijk Billy Graham en Carl F.H. Henry werd het blad Christianity Today opgericht als een reactie op de populariteit van The Christian Century. Graham vond dat blad te vrijzinnig. Tegelijkertijd wilde hij met Christianity Today tegenwicht bieden tegen de fundamentalistische beweging die veel sociale onderwerpen negeerden. Beide bladen zouden floreren. Vandaag de dag is The Christian Century nog steeds het belangrijkste - onafhankelijke - magazine binnen de gevestigde protestantse Amerikaanse kerken.